# Гренобль (хокейний клуб)
Гренобль або Брюле-де-Луп (фр. Brûleurs de Loups) — французький хокейний клуб з міста Гренобль.

## Історія
Клуб заснований у 1963. З сезону 1967–68 команда є постійним учасником чемпіонату Франції у вищому дивізіоні.
На початку 1980-х «Гренобль» вперше виборов золоті нагороди чемпіонату. У 1994 «вовки» вперше здобули Кубок Франції.
З 1990-х «вовки» серед фаворитів чемпіонату та кубку. 

## Досягнення
Ліга Магнус:
- (9)   1981, 1982, 1991, 1998, 2007, 2009, 2019, 2022, 2025
- (9)  1967, 1968, 1977, 1983, 1990, 2004, 2012, 2018, 2023

Кубок Франції: 
- (4) 1994, 2008, 2009, 2017
- (2) 2004, 2016

Кубок Ліги: 
- (4) 2007, 2009, 2011, 2015
- (1) 2010

Суперкубок Франції: 
- (4) 2008, 2009, 2010, 2017
- (1) 2007

Континентальний кубок:
- (1) 2025

## Відомі гравці
- Філіпп Бозон
- Крістобаль Юе
- Крістіан Пуже

- Александр Жіру

- Вадим Бекбулатов

- Богуслав Еберманн